# Oceanside, Kalifornija
Oceanside je grad u američkoj saveznoj državi Kaliforniji, u okrugu San Diego. Prema popisu stanovništva iz 2010. u njemu je živjelo 167.086 stanovnika. Kako mu i ime govori, nalazi se na obali Tihog oceana, udaljen 60 km sjeverno od San Diega. Do meksičke granice ima manje od 90 km.
Praktički je spojen sa susjednim gradovima Vistom i Carlsbadom. Grad je čiji se broj stanovnika u posljednjih 40 godina učetverostručio (s 45.000 1970. do 180.000 2009.). Nalazi se u neposrednoj blizini jedne od najvećih američkih vojnih baza, Camp Pendletona. Ima 10 km pješčane plaže.
Kod američkih je filmaša Oceanside popularan kao mjesto snimanja mnogih filmova, od kojih su najpoznatiji Dijamanti su vječni i Top Gun.

## Poznate osobe
- Katherine Bogdanovich Loker, donatorica sveučilišta u Harvardu, kćer poznatog hrvatsko-američkog poduzetnika Martina Bogdanovicha i poznata filantropica[3]

## Vanjske poveznice
- Službena stranica  Arhivirana inačica izvorne stranice od 7. prosinca 2006. (Wayback Machine) (engl.)

### Ostali projekti
|  | Zajednički poslužitelj ima još gradiva o temi Oceanside, Kalifornija |